# Andrei Medvedev
Andrei Medvedev (eller Andrij på hemlandsspråket) (ukrainska:Андрі́й Медве́дєв) född 31 augusti 1974 i Kiev, Ukrainska SSR, Sovjetunionen, är en före detta tennisspelare från Ukraina.
Medvedev blev proffs 1991 och lyckades vinna tre titlar innan han fyllt 18 år sommaren 1992. Han vann även tre turneringar 1993. Totalt vann han elva singeltitlar.
I slutet av 90-talet gick det sämre för honom och det var därför en stor överraskning att han nådde fram till finalen i Franska Öppna 1999 som blev hans största framgång i Grand Slam. Finalen förlorade han mot Andre Agassi.
2001 avslutade Andrei Medvedev sin tenniskarriär. Han bor numera i Monte Carlo i Monaco.